# Elsemieke Hillen
Elsemieke Hillen   (la Haia, 30 de setembre de 1959), també coneguda amb el nom de casada Elsemieke Havenga és una jugadora d'hoquei sobre herba neerlandesa, ja retirada, que va competir durant les dècades de 1970 i 1980.
El 1984 va prendre part en els Jocs Olímpics d'Estiu de Los Angeles, on guanyà la medalla d'or en la competició d'hoquei sobre herba. En el seu palmarès també destaquen tres medalles d'or i una de plata a la Copa del món d'hoquei sobre herba i una d'or al Campionat d'Europa. Entre 1978 i 1986 disputà 81 partits amb la selecció neerlandesa.
Un cop retirada fou presentadora de televisió en diferents programes de l'RTL 4.